# Erik Glud

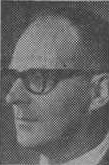
Erik Glud

Erik August Glud, född 28 augusti 1917 i Köpenhamn, död där 2005, var en dansk-svensk arkitekt. 
Glud, som var son till fabrikör Leopold Glud och Julie Bassøe, utexaminerades från Kunstakademiets Arkitektskole i Köpenhamn 1952. Han var anställd på privata arkitektkontor 1940–1956, blev arkitekt hos HSB:s riksförbund i Stockholm 1957, biträdande stadsarkitekt i Gävle stad 1960, stadsarkitekt i Sandvikens stad 1961, i Örnsköldsviks stad 1964 och slutligen i Härnösands kommun 1971–1982. Han hade även många uppdrag för socialdemokraterna. Han blev svensk medborgare 1958, men återvände efter pensioneringen till Köpenhamn.